# Красулин (хутор)
Красу́лин (бел. Красулін) — хутор в составе Демидовичского сельсовета Дзержинского района Минской области Беларуси. Расположен в 30 километрах от Дзержинска, 30 километрах от Минска и 29 километрах от железнодорожной станции Фаниполь.

## История
Хутор был образован 30 декабря 2013 года решением Дзержинского районного Совета депутатов № 179, на основании Закона Республики Беларусь «Об административно-территориальном делении». Новообразованный хутор был отнесён к Демидовичскому сельсовету.